# Příbramská filharmonie
Příbramská filharmonie je orchestr založený roku 1908. Prvním dirigentem byl skladatel a ředitel příbramského svatojakubského kůru Bohumil Fidler.
Orchestr dříve prováděl opery, oratoria i symfonické skladby. Současným dirigentem orchestru je Veronika Kopecká. V současnosti se jedná o komorní ansámbl, který se za pomoci orchestrálních výpomocí a spolupráce s Komorním smíšeným sborem Dr. Vladimíra Vepřeka snaží alespoň částečně obnovit původní dramaturgii orchestru.